# Nulvi
Nulvi (Nùjvi in sardo) è un comune italiano di 2 567 abitanti della città metropolitana di Sassari, situato nella regione storica dell'Anglona.

## Storia

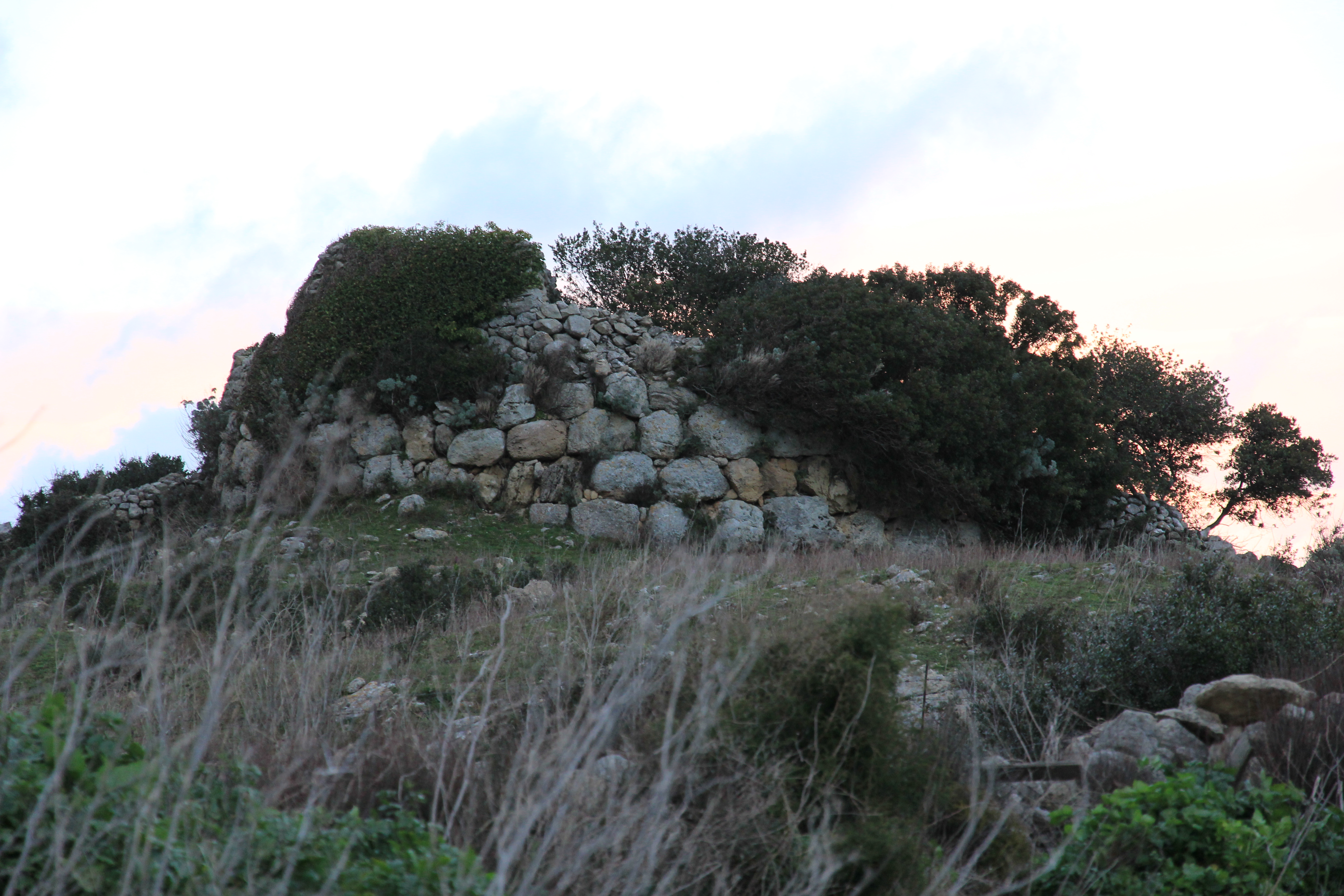
Nuraghe Colondrasa

L'area fu abitata già nel paleolitico inferiore, in epoca prenuragica e nuragica e poi in epoca romana. Si trovano numerose testimonianze archeologiche risalenti a queste epoche, tra cui domus de janas, tombe dei giganti, numerosi nuraghi e tombe romane.
Nel medioevo fece parte del Giudicato di Torres, nella curatoria dell'Anglona. Alla caduta del giudicato (1259) passò ai Malaspina, ai Doria e successivamente (intorno al 1450) agli Aragonesi. Nel XVIII secolo il paese venne incorporato nel principato d'Anglona, sotto la signoria prima dei Pimentel e poi dei Tellez-Giron d'Alcantara, ai quali fu riscattato nel 1839 con la soppressione del sistema feudale.
Nulvi è stata per secoli il centro principale dell'Anglona, regione storica del nord Sardegna; vi erano presenti il carcere, la pretura, il Comando della tenenza dei carabinieri, il consiglio di leva per il nord Sardegna, la scuola superiore di agraria (la prima nata in Sardegna).
Con il passare degli anni Nulvi ha perso tutti i servizi sopraindicati e, con essi, il ruolo di principale centro dell'area.

### Simboli
Lo stemma comunale e il gonfalone sono stati concessi con decreto del presidente della Repubblica del 31 luglio 1997.
Il gonfalone è un drappo di giallo.

## Monumenti e luoghi d'interesse

### Architetture religiose

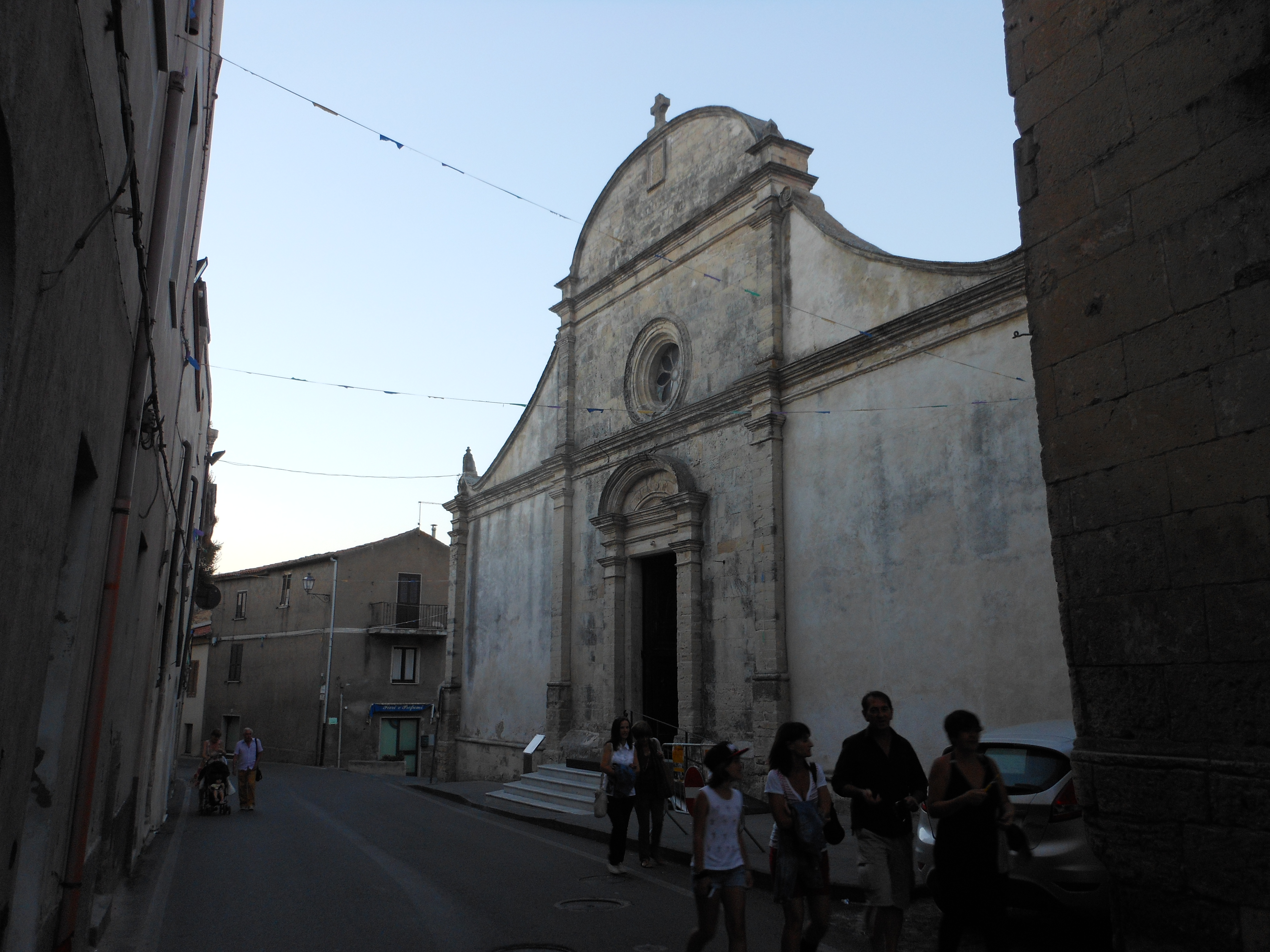
Chiesa dell'Assunta

- chiesa parrocchiale di Maria Assunta
- chiesa di Santa Croce
- chiesa di San Filippo
- chiesa di Nostra Signora del Rosario
- chiesa di San Bonaventura
- chiesa di Santa Tecla
- chiesa di Nostra Signora di Monte Alma
- chiesa di San Giovanni Battista
- chiesa dello Spirito Santo

### Architetture civili
- La grande fontana rosa diventata simbolo della cittadina.

### Altro
- Monumento ai caduti della Prima Guerra Mondiale, con statua (Soldato con bandiera) creata da Antonio Usai.

### Siti archeologici
- Tempio a pozzo o pozzo sacro di Irru, in pietra calcarea, ha uno sviluppo di 16 x 7,5 metri.

Composto tre corpi d’opera:
A) la thòlos priva di scala e il vestibolo.
B) il primo atrio fortemente danneggiato.
C) il secondo atrio
- 78 nuraghi.
- Nuraghe di tipo complesso Irru

## Società

### Evoluzione demografica
Abitanti censiti

### Lingue e dialetti
La variante del sardo parlata a Nulvi è quella logudorese settentrionale.

## Infrastrutture e trasporti

### Ferrovie
Nell'abitato è presente la stazione di Nulvi, scalo ferroviario posto lungo la linea Sassari-Tempio-Palau, utilizzata sino al 2015 per i servizi di trasporto pubblico e successivamente per esclusivi impieghi turistici legati al Trenino Verde.

## Amministrazione

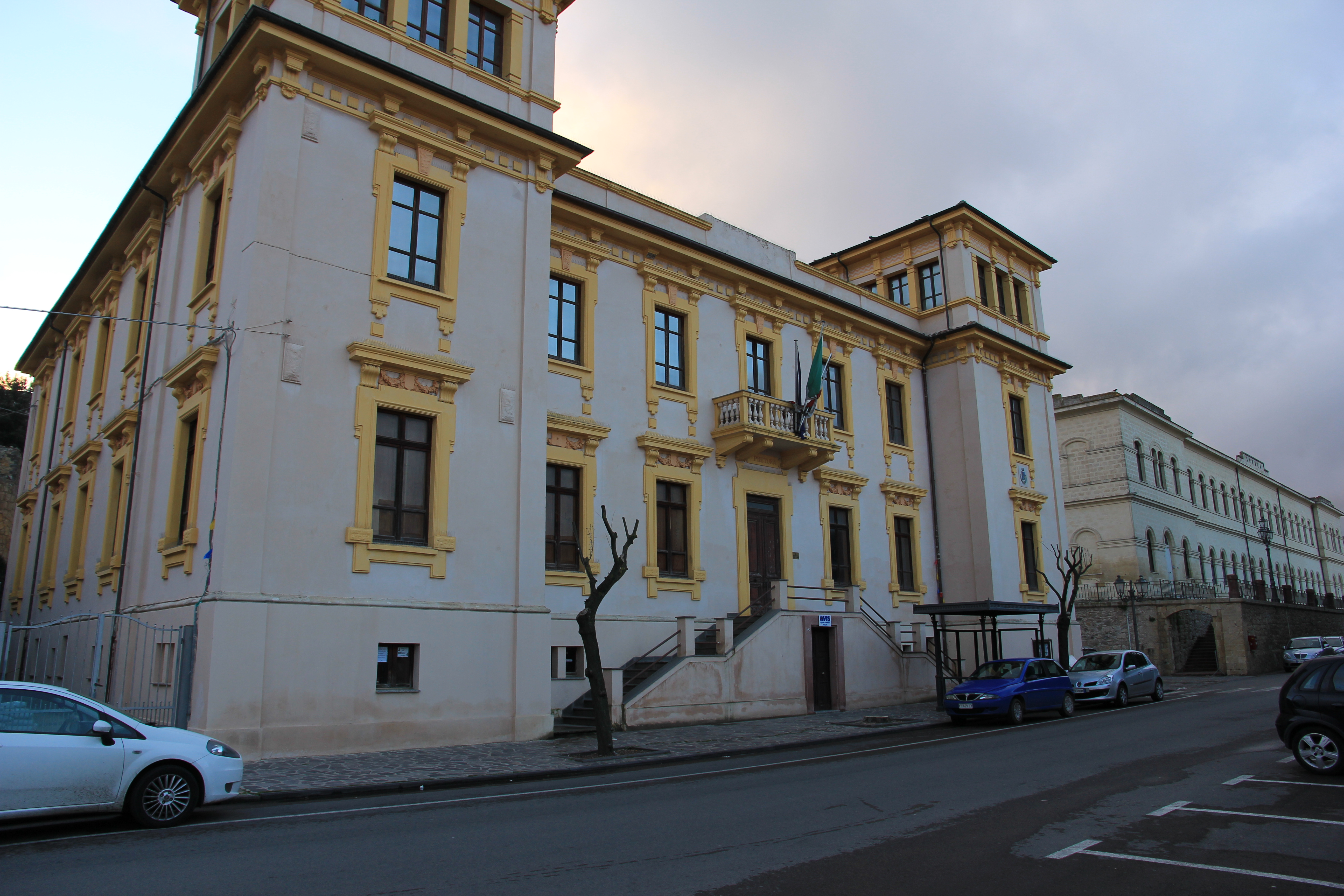
Il municipio

| Periodo         | Periodo         | Primo cittadino        | Partito                        | Carica  | Note   |
| --------------- | --------------- | ---------------------- | ------------------------------ | ------- | ------ |
| 23 aprile 1995  | 16 aprile 2000  | Gavino Sechi           | liste civiche di centro-destra | Sindaco | [ 5 ]  |
| 16 aprile 2000  | 8 maggio 2005   | Roberto Luciano        | lista civica                   | Sindaco | [ 6 ]  |
| 8 maggio 2005   | 30 maggio 2010  | Roberto Luciano        | lista civica                   | Sindaco | [ 7 ]  |
| 30 maggio 2010  | 31 maggio 2015  | Mario Angelo Buscarinu | lista civica "Ideas"           | Sindaco | [ 8 ]  |
| 31 maggio 2015  | 26 ottobre 2020 | Antonello Cubaiu       | lista civica "Ento Nou"        | Sindaco | [ 9 ]  |
| 26 ottobre 2020 | in carica       | Antonello Cubaiu       | lista civica "Iddha mia"       | Sindaco | [ 10 ] |